# Phú Cường (phường)
Phú Cường là phường trung tâm của thành phố Thủ Dầu Một, tỉnh Bình Dương, Việt Nam.

## Địa lý
Phú Cường là phường trung tâm của thành phố Thủ Dầu Một, có vị trí địa lý:
- Phía đông phường Phú Hòa
- Phía tây giáp Thành phố Hồ Chí Minh (qua sông Sài Gòn) và phường Chánh Mỹ
- Phía nam giáp phường Chánh Nghĩa
- Phía bắc giáp phường Hiệp Thành và phường Chánh Mỹ.

Phường Phú Cường có diện tích 2,45 km², dân số năm 2021 là 25.203 người, mật độ dân số đạt 10.287 người/km².

### Nguồn gốc

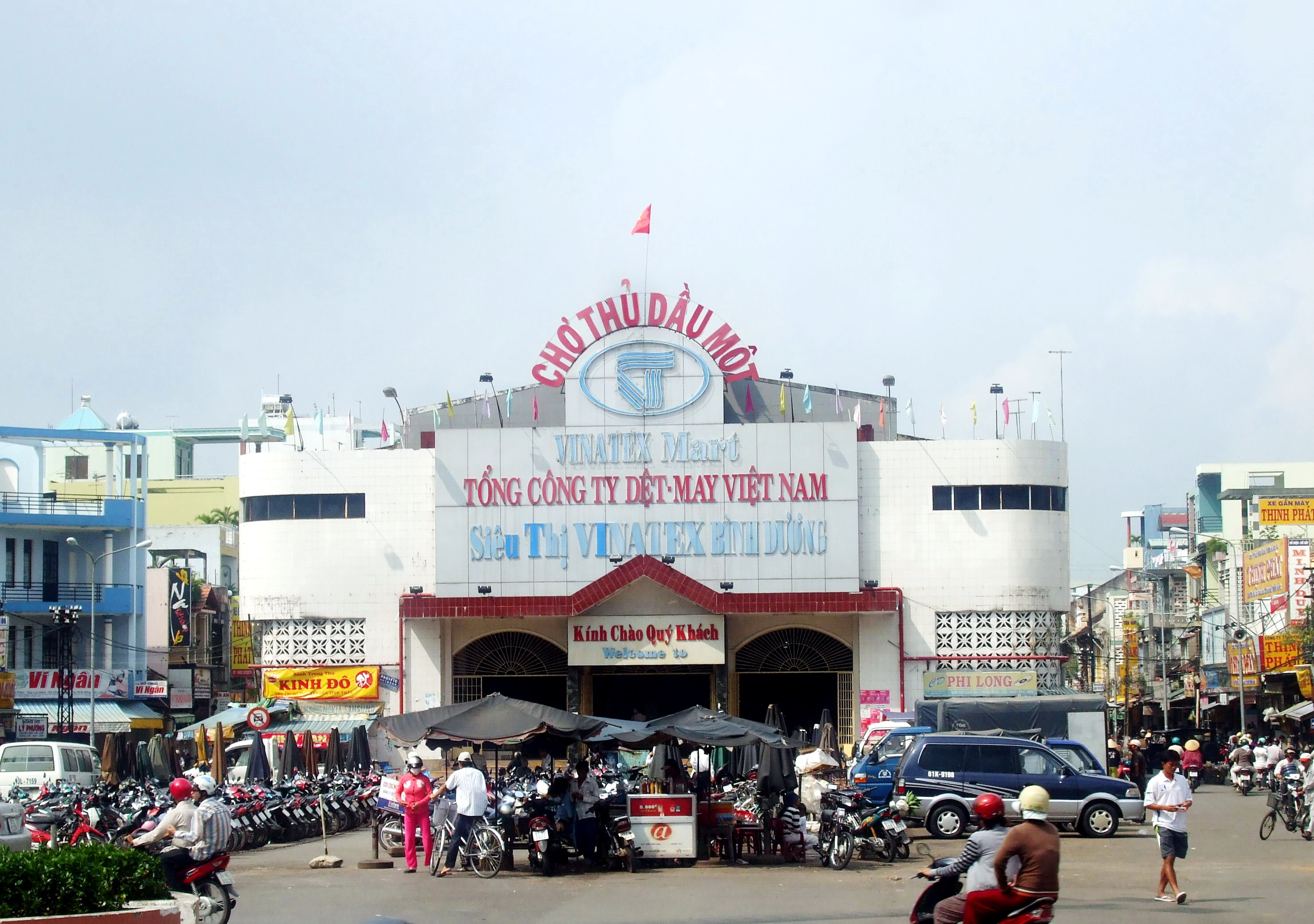
Chợ Thủ Dầu Một

## Văn hóa

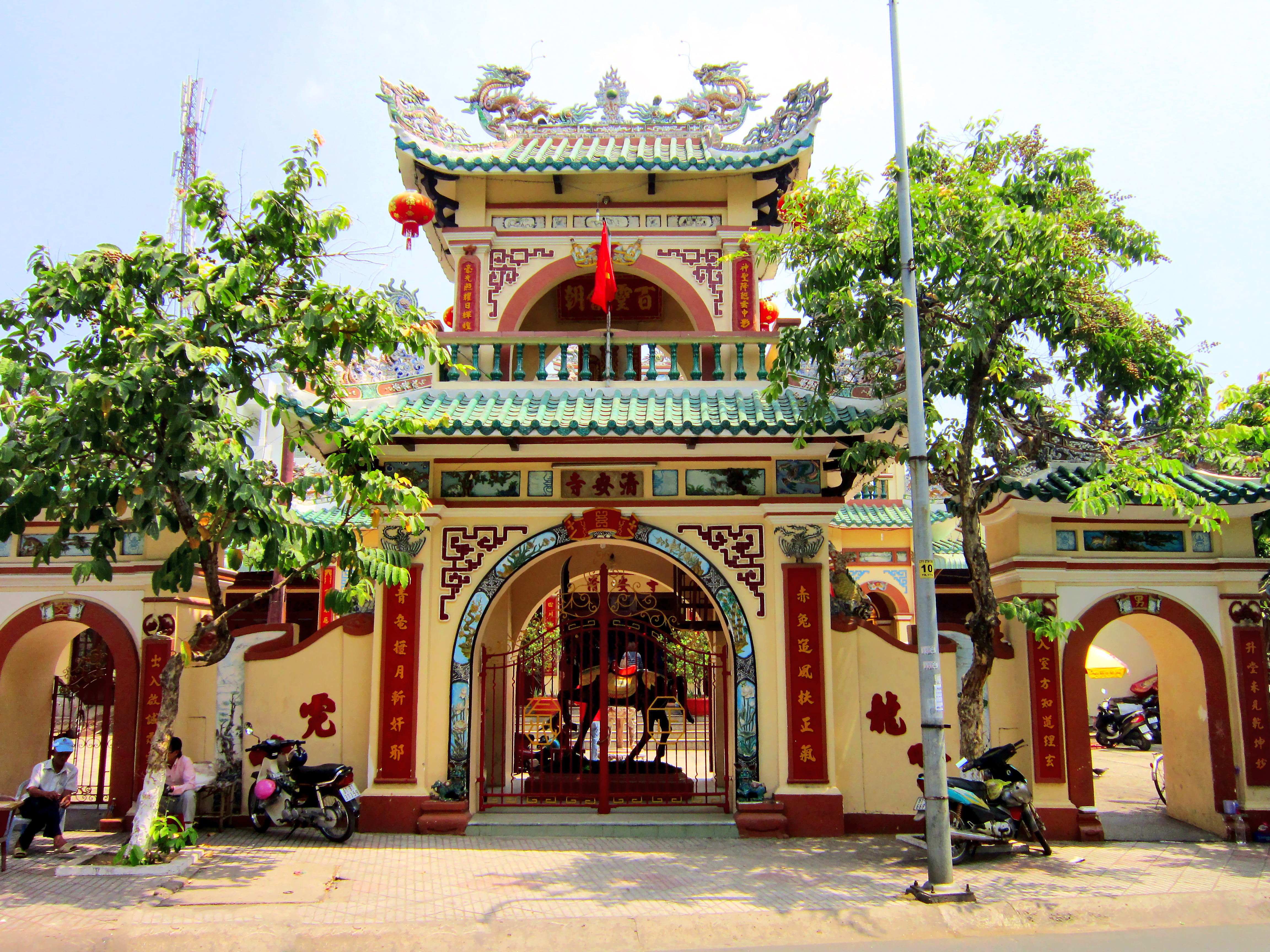
Thanh An Miếu ở phường Phú Cường

## Lịch sử